# Rectangle (label)
Pour les articles homonymes, voir Rectangle (homonymie).
Rectangle est un label indépendant français de musique fondé par Quentin Rollet et Noël Akchoté, en 1994. Producteur au départ d'albums uniquement Vinyle, il passe vers la fin des années 1990 au CD, puis, après une longue pause revient en 2011 au format MP3. 
Les productions du label couvrent de nombreux styles et genre de musique, tels le jazz, la musique improvisée, le post-rock, le free jazz, la chanson, l'electronica, ou des disques de spoken word. 
Parmi les artistes édités par le label on retrouve les guitaristes Derek Bailey, David Grubbs, Fred Frith, Eugene Chadbourne, Jean-François Pauvros, Noël Akchoté ; les platinistes eRikm, Yoshihide Ōtomo,  Martin Tétreault ; les saxophonistes Lol Coxhill, Daunik Lazro, Akosh Szelevényi, Quentin Rollet, l'organiste Charlie O., le performer Jean-Louis Costes, les chanteurs Red, Philippe Katerine, Sasha Andres, Phil Minton, Fred Poulet, les cinéastes  John B. Root, Jean-Marie Straub et Danièle Huillet, Thierry Jousse, la contrebassiste Joëlle Léandre, ou les groupes  The Recyclers, Le Workshop de Lyon, Sister Iodine,  Héliogabale ,  Prohibition… ainsi que les électroniciens Xavier Garcia, Andrew Sharpley, SebastiAn, l'actrice X Élodie Chérie, le comédien Gabor Rassov, les actrices Irène Jacob, Anna Karina, Margot Abascal ou les artistes Pakito Bolino, Hendrik Hegray, Kerozen, Cosima von Bonin, Albert Oehlen, Stephen Prina.

## Discographie
En vinyle
- Rec-A - The Recyclers, Untitled (LP) Rectangle 1996
- Rec-AA - David Grubbs, The Coxcomb / Aux Noctambules (12") Rectangle 1999
- Rec-AA - David Grubbs, The Coxcomb (LP) Rectangle 1999
- Rec-AAPD - David Grubbs, The Coxcomb / Aux Noctambules (12", Picture-disc) Rectangle 1998
- Rec-AB	- Guillaume Orti, Akosh Szelevényi, Daunik Lazro, Maurice Merle, etc., Orléans Orléans, (hommage à Albert Ayler,10") Rectangle 1999
- Rec-B - Daunik Lazro, Jacques Veillé, Noël Akchoté, Christian Rollet,	Racines Radicales (LP) Rectangle 1996

- Rec-BA - Derek Bailey & Ben Watson,	1/28 Silverfish Macronix (7") Rectangle 1993
- Rec-D - Héliogabale & Didier Petit, Prohibition & Yves Robert, Sister Iodine, Daunik Lazro, Denis Colin, etc., File Under Music (LP, Compilation) Rectangle 1996
- Rec-E - Eugene Chadbourne, The Acquaduct (LP) Rectangle 1996
- Rec-ESH123 - Jean-Marie Straub et Danièle Huillet avec Thierry Jousse, Entretiens (3 x LP) Rectangle 1998
- Rec-F - Derek Bailey & Noël Akchoté, Close To The Kitchen (LP) Rectangle 1996
- Rec-G	- Jean-Louis Costes, Vivre Encore (7")	Rectangle 1996
- Rec-H - Noël Akchoté, Picture(s) (LP, S/Sided) Rectangle 1995
- Rec-I - The Recyclers, accompagnent Katerine, Ignatus, Sasha Andres et Irène Jacob, Morceaux Choisis (LP) Rectangle 1997
- Rec-IPD - The Recyclers, accompagnent Katerine, Ignatus, Sasha Andres et Irène Jacob, Morceaux Choisis (LP, Picture-disc) Rectangle 1997
- Rec-J - Raymond Chanté, Sexe, Amour, Poésie Dans La Chambre / Chômage  (7") Rectangle 1995
- Rec-K - Fred Frith &  Noël Akchoté, Réel (10") Rectangle 1996
- REC L - Derek Bailey & Eugene Chadbourne, Tout For Tea! (10") Rectangle 1995
- Rec-M - Workshop De Lyon, Fondus (LP) Rectangle 1997
- Rec-N - Lol Coxhill, Phil Minton et Noël Akchoté, Xmas Songs (7") Rectangle 1998
- Rec-PD -  Charlie O., Proud To Be There (7")  Rectangle 1997

- Rec-PR - Pryde, avec Justus Köhncke, Cosima von Bonin, David Grubbs et Charlie O., Exigencies (2x7") Rectangle 2000
- Rec-PS	- Jean-François Pauvros, "……. Mon Homme" (7") Rectangle 1999
- Rec-PT - Luigee Trademarq, Charlie O. avec Élodie Chérie, Pétassine (7") Rectangle 1999
- Rec-Q1 -  Quentin Rollet, Aka Doug (7") Rectangle 1994
- Rec-Q.O. - Quentin Rollet &  Charlie O.,  Q.O. (7") Rectangle 1999
- Rec-RRAO - Wendy Gondeln, alias Albert Oehlen,  Rectangle Rec Recycled (7") Rectangle 1999
- Rec-RREM - eRikm, Re/Cycling Rectangle (7") Rectangle 1999
- Rec-RRXG1	- Xavier Garcia, Rectangles (7")	 Rectangle 1997
- Rec-RRXG2	- Xavier Garcia, Re/Cycling Rectangle (7") Rectangle 1999
- Rec-RRYO - Yoshihide Ōtomo, Re/cycling Rectangle (7") Rectangle 2000
- Rec-S - Derek Bailey, Pat Thomas et Steve Noble, And (LP) Rectangle 1997
- REC-T- Jean-Louis Costes, Nêgre Blanc, (LP) Rectangle 1997
- Rec-U - Eugene Chadbourne, To Doug (7") Rectangle 2000

En CD
- Rec-AAA1 - David Grubbs,	Aux Noctambules (Mini-CD) Rectangle 1999
- Rec-AB2 - Guillaume Orti, Akosh Szelevényi, Daunik Lazro,  Maurice Merle, etc., Orléans Orléans (CD) Rectangle 1999
- Rec-AC2 - David Grubbs, Thirty Minute Raven (CD, Digipack) Rectangle 2001
- Rec-AL2 - Noël Akchoté, Perpetual Joseph (CD)	Rectangle2002
- Rec-AM2 - Noël Akchoté , Simple Joseph (CD) Rectangle2001
- Rec-AN - Noël Akchoté, Alike Joseph (CD) Rectangle2000
- Rec-BB2 - Red, Felk (CD)	Rectangle 2000
- Rec-BC2 - Red, Songs From A Room (reprise de l'album de leonard Cohen, CD ) Rectangle 2001
- Rec-BO4 - Katerine, avec Margot Abascal, Anna Karina, etc., Nom De Code: Sacha (Bande Originale du court métrage de Thierry Jousse CD), Rectangle 2002
- Rec-BO123 - Luigee Trademarq, Bande Originale (Bandes Originales des films de John B. Root (3xCD)	Rectangle 2000
- Rec-C2 - La Poésie B., Le Monde B, artistes divers, (CD) Rectangle 2000
- Rec-CC2VOL1 - Lee Scratch Perry, The Compiler Vol. 1 (CD)	Rectangle 2001
- Rec-E2 - Eugene Chadbourne, The Acquaduct (CD) Rectangle 1996
- Rec-ESH45 - Jean-Marie Straub et Danièle Huillet avec Thierry Jousse, Entretiens (2 x CD) Rectangle 1999
- Rec-ELLE2 - Joëlle Léandre, Dire Du Dire (entretiens, CD) Rectangle 2000
- Rec-MCA - Phil Minton, Lol Coxhill et Noël Akchoté, My Chelsea (CD)	Rectangle 1997

- REC-S2	- Derek Bailey, Pat Thomas et Steve Noble, And (CD), Rectangle 1999
- Rec-UEE1 - Quentin Rollet, eRikm, Akosh Szelevényi et Charlie O., MOSQ (CD) Rectangle 2001
- Rec-V2 - Jean-Louis Costes, Nik Ta Race (CD) Rectangle 2000

MP3 & Downloads.
- Rec-AO2 -  Noël Akchoté, Alive Joseph (MP3, Mini-Album) Rectangle 2011
- Rec-AP2 - Noël Akchoté, Noël Akchoté Solo Live In NYC (1998) (MP3, EP) Rectangle 2011
- Rec-BD2 - Red, Pascal Bouaziz, Quentin Rollet & Noël Akchoté, Seul Au Sommet (MP3, Mini-Album) Rectangle 2011
- Rec-BO4S3 - Katerine avec Margot Abascal, Nom De Code: Sacha (Bande Originale du court métrage de Thierry Jousse, MP3, Single), Rectangle 2011
- Rec-BO5 - John B. Root & Noël Akchoté, avec Fred Poulet, Ally Mac Tyana, Emese Szabo, Elixir & French Beauty - B.O. des Films de John B. Root (MP3) Rectangle 2011
- Rec-CAS2 - Tom Cora, Noël Akchoté & Alfred Spirli, Paris 1997 (Live In) (MP3) Rectangle 2011
- Rec-DB201 - Derek Bailey, This Guitar (MP3) Rectangle 2011
- Rec-DB202 - Derek Bailey, Words (MP3) Rectangle 2011
- Rec-NQO2 - Quentin Rollet, Charlie O. &  Noël Akchoté, NQO Live At Les Instants Chavirés (2001) (MP3) Rectangle 2011
- Rec-NYC12 - Quentin Rollet & Noël Akchoté, NYC 1+2 (MP3, AudioFilm) Rectangle 2011
- Rec-RRAS - Andrew Sharpley, Re/Cycling Rectangle (MP3, Single) Rectangle 2011
- Rec-RRMT - Martin Tétreault, Re/Cycling Rectangle (MP3, Single) Rectangle 2011
- Rec-V2S - Jean-Louis Costes & SebastiAn, Seule La Musique (MP3, Single) Rectangle 2011
- Rec-Y - Yoshihide Ōtomo & Taku Sugimoto, Untitled 1-4 (MP3, EP) Rectangle 2011

Compilations
- Rec-452 - Artistes Divers, Tout Rectangle : Complete Singles & Much More…, (MP3) Rectangle 2011
- Rec-AG2 - Noël Akchoté & Artistes Divers, Tout Rectangle : Akchoté's Guitarisms (MP3) Rectangle 2011
- Rec-AJ2 - Noël Akchoté, Ultimate Joseph (MP3) Rectangle 2011
- Rec-DB303	- Derek Bailey, Tout Rectangle : Complete Derek Bailey (MP3)	Rectangle 2011
- Re/Rec-002	- Artistes Divers, Re/Cycling Rectangle : Complete Works (MP3) Rectangle 2011